# Copa Ibérica de fútbol de 1983
La Copa Ibérica de fútbol de 1983 fue la 2ª edición del torneo, rescatada en el tiempo casi 50 años después de que se disputara la primera en el año 1935. Los clubes participantes en esta edición fueron el Athletic Club, campeón de la Primera División de España y el Benfica de Lisboa que había conquistado la Primera División de Portugal.
Esta competición fue sugerida por los clubes y apoyada por las federaciones de cada país.
Se disputó a doble partido, la ida se jugó el 17 de agosto en el Estadio de San Mamés en Bilbao y el partido de vuelta, el 24 de agosto en el Estádio da Luz de Lisboa.
El Benfica de Lisboa fue campeón tras perder 2 a 1 en España y ganar 3 a 1 en Portugal.

## Clubes participantes
| España   |  | Athletic Club     |  | Campeón de la Primera División de España   |
| Portugal |  | Benfica de Lisboa |  | Campeón de la Primera División de Portugal |

## Resultados

### Partido de ida
| 17 de agosto de 1983 | Athletic Club          | 2:1 | Benfica de Lisboa | Estadio de San Mamés, Bilbao |                       |
|                      | Sola 16' De Andrés 83' |     | 30' Nené          | Árbitro(s): Sin datos        | Árbitro(s): Sin datos |

### Partido de vuelta
| 24 de agosto de 1983         | Benfica de Lisboa               | 3:1 | Athletic Club | Estádio da Luz, Lisboa |                       |
|                              | Filipovic 23' Nené 30' Nené 44' |     | 70' Sola      | Árbitro(s): Sin datos  | Árbitro(s): Sin datos |
| Campeón por un global de 4-3 |                                 |     |               |                        |                       |

| Portugal                              |
| Campeón Benfica de Lisboa 1.er título |